# Artilleriebatterie bei Merville

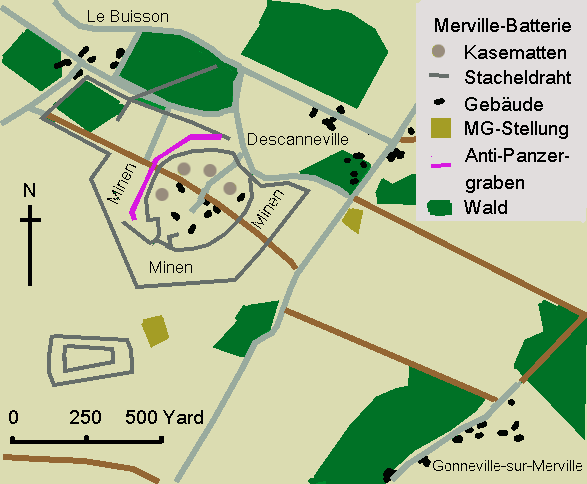
Karte der Artillerie-Batterie bei Merville

Die Artilleriebatterie bei Merville ist eine deutsche, als Teil des Atlantikwalls von der Organisation Todt errichtete historische Geschützstellung in Frankreich, von der angenommen wurde, dass sie den am D-Day am Strandabschnitt Sword landenden Truppen und Landungsbooten erheblichen Schaden zufügen könnte. Sie besteht aus vier mit 100-mm-Haubitzen bestückten Kasematten und verschiedenen Nebengebäuden.

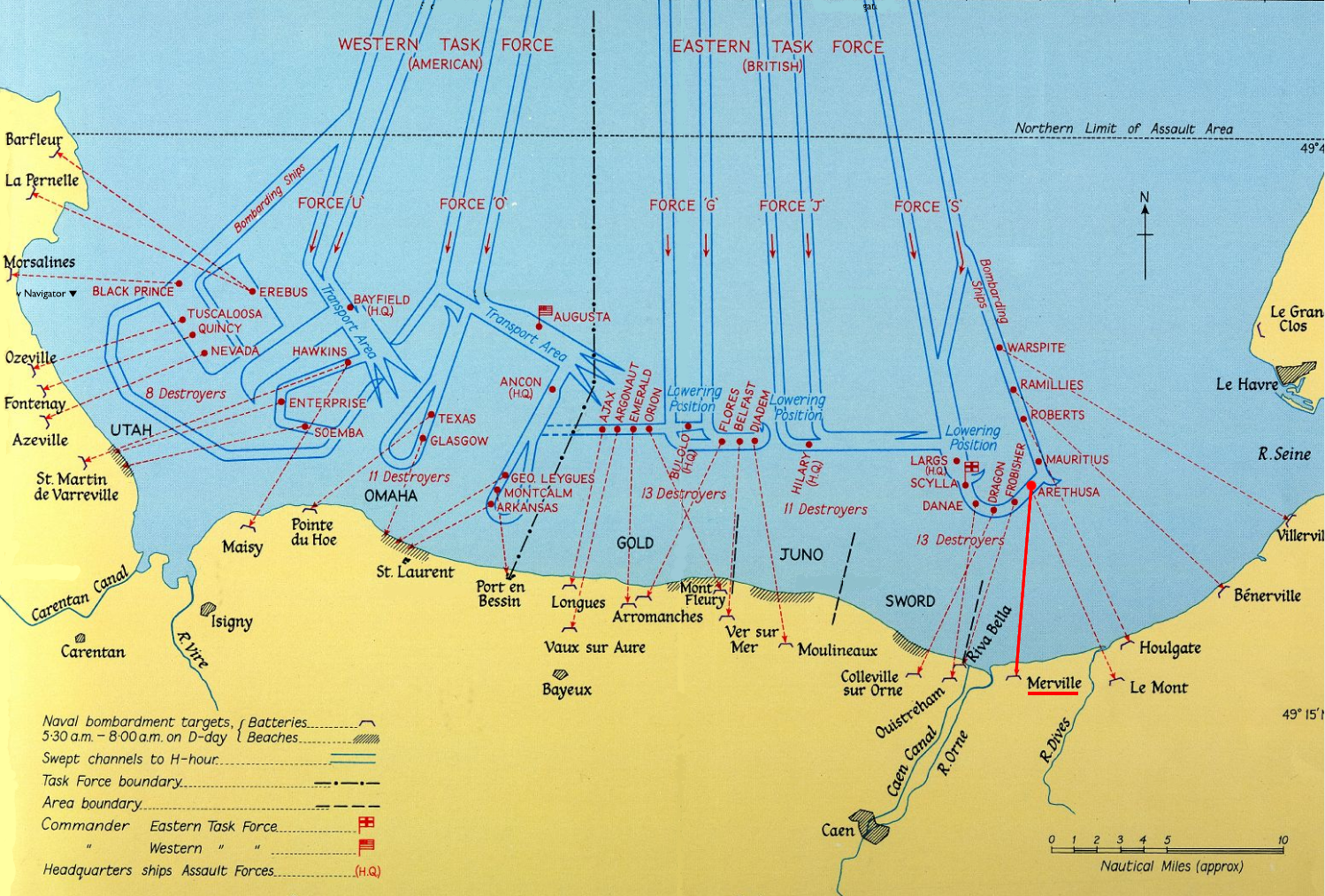
Schiffsbeschuss der Strandabschnitte (HMS Arethusa und Merville-Batterie hervorgehoben)

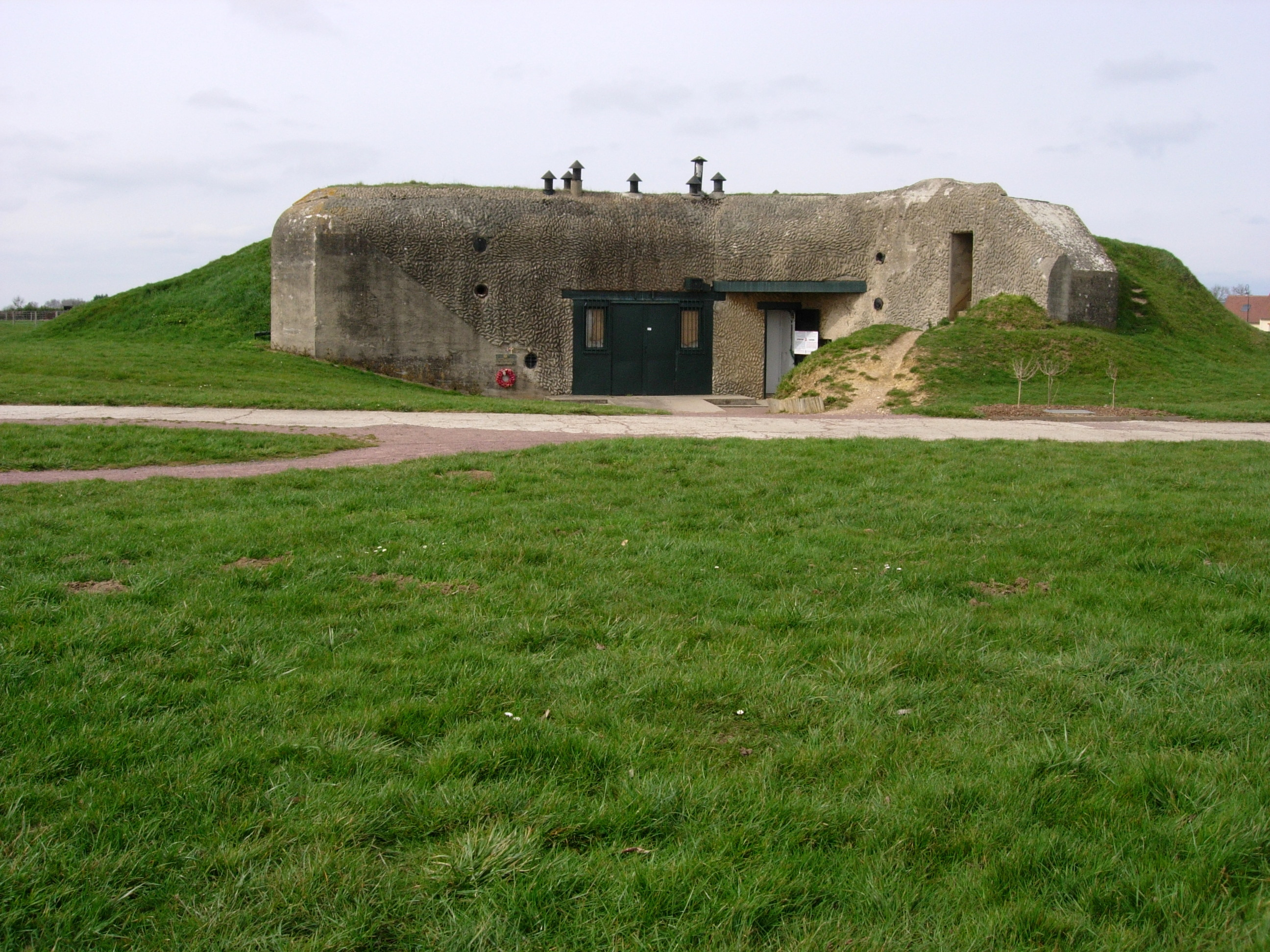
Die größte Kasematte der Batterie

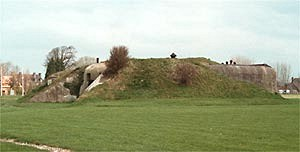
Eine weitere Kasematte

## Alliierter Angriff auf die Batterie
Die Alliierten planten, die Batterie im Rahmen der Operation Tonga zu zerstören, um die an den Stränden landenden Truppen zu entlasten. Die effektivste Möglichkeit, diese Gefahr zu beseitigen, war nach Meinung der Alliierten ein Luftlandeangriff. Den Befürchtungen der Alliierten lag die Annahme zugrunde, die Batterie bedrohe mit ihren 150-mm-Haubitzen den als Sword Beach zur Landung vorgesehenen Strandabschnitt. Die Geschütze wurden in ihren Kasematten von zwei Meter starken Betonwänden geschützt; vorne und hinten waren diese Befestigungen mit stählernen Türen ausgestattet. Die Deutschen hatten 160 Mann in der Batterie stationiert, ihnen standen diverse Maschinengewehrposten und drei 20-mm-Flak zur Verfügung. Der Befehlsstand der Batterie befand sich etwa zwei Kilometer weiter nördlich, nahe dem Strandabschnitt Sword.
Das 9. Bataillon der britischen 6. Luftlandedivision unter dem Befehl von Lieutenant Colonel (Oberstleutnant) Terence Otway sollte die Batterie erobern und zerstören. Nachdem die Batterie erobert und die Geschütze zerstört waren, stellten man fest, dass diese nicht ein Kaliber von 150-mm hatten, sondern 100-mm-Haubitzen von Škoda waren.

## Heutiges Freilichtmuseum
Das etwa zehn Hektar große Areal ist heute ein Freilichtmuseum, das die Geschichte der Batterie und die Ereignisse der Nacht vom 5. auf den 6. Juni 1944 thematisiert.
Im Rahmen von Ausgrabungen wurden fast alle Bunker der Batterie freigelegt und für Besucher zugänglich gemacht.
Im April 2007 wurde in der Kasematte Nr. 1 vom Typ Regelbau 611 eine Licht-, Ton- und Geruchs-Show installiert, die den Besucher die Ereignisse der Nacht vom 5. auf den 6. Juni 1944 hautnah erleben lässt. In der Kasematte Nr. 2 befindet sich eine Gedenkstätte des britischen 9. Bataillons mit zahlreichen Fotos und Ausstellungsstücken. Vor der Batterie steht ein Denkmal für das britische 9. Bataillon sowie ein Gedenkstein mit einer Büste, die Colonel Otway darstellt.
Am 5. Juni 2007 wurde im Beisein des deutschen Heeresattachés in Frankreich vor der Kasematte Nr. 1 ein Gedenkstein für alle gefallenen Soldaten feierlich eingeweiht. Seit diesem Tag weht mit "schwarz-rot-gold" auch die Flagge der Bundesrepublik Deutschland auf der ehemaligen Batteriestellung.

## Filme
- Der Doku-Spielfilm „D-Day 6.6.44 – Entscheidung in der Normandie“ des britischen Fernsehsenders BBC dokumentiert außerdem die Ereignisse beim Angriff auf die Merville-Batterie. Produzent: Tim Bradley; Regie: Richard Dale, Kim Bour, Pamela Gordon, Sally Weale